# Warsaw Snooker Tour
Warsaw snooker Tour – nierankingowy, zaproszeniowy turniej snookerowy. Miał być pierwszym z serii zawodów organizowanych w Polsce przez spółkę FSTC Sports Management. W następnym roku został jednak włączony w serię światowych imprez pokazowych o nazwie World Series of Snooker.
Turniej przeprowadzono na wzór nierankingowego UK Saga Insurance Masters rozgrywanego co roku w Londynie. Odbył się w dniach 16-17 czerwca 2007 na warszawskim Torwarze. W rozgrywkach wzięła udział ósemka zaproszonych zawodników, w tym czwórka z najlepszej szesnastki światowego rankingu prowizorycznego (John Higgins, Graeme Dott, Steve Davis, Mark Selby). Ich przeciwnikami byli czołowi polscy zawodnicy (Rafał Jewtuch, Jarosław Kowalski, Marcin Nitschke oraz Krzysztof Wróbel). Na zawodach pojawiła się sędzia snookerowa Michaela Tabb, która poprowadziła mecz finałowy.

## Drabinka turniejowa

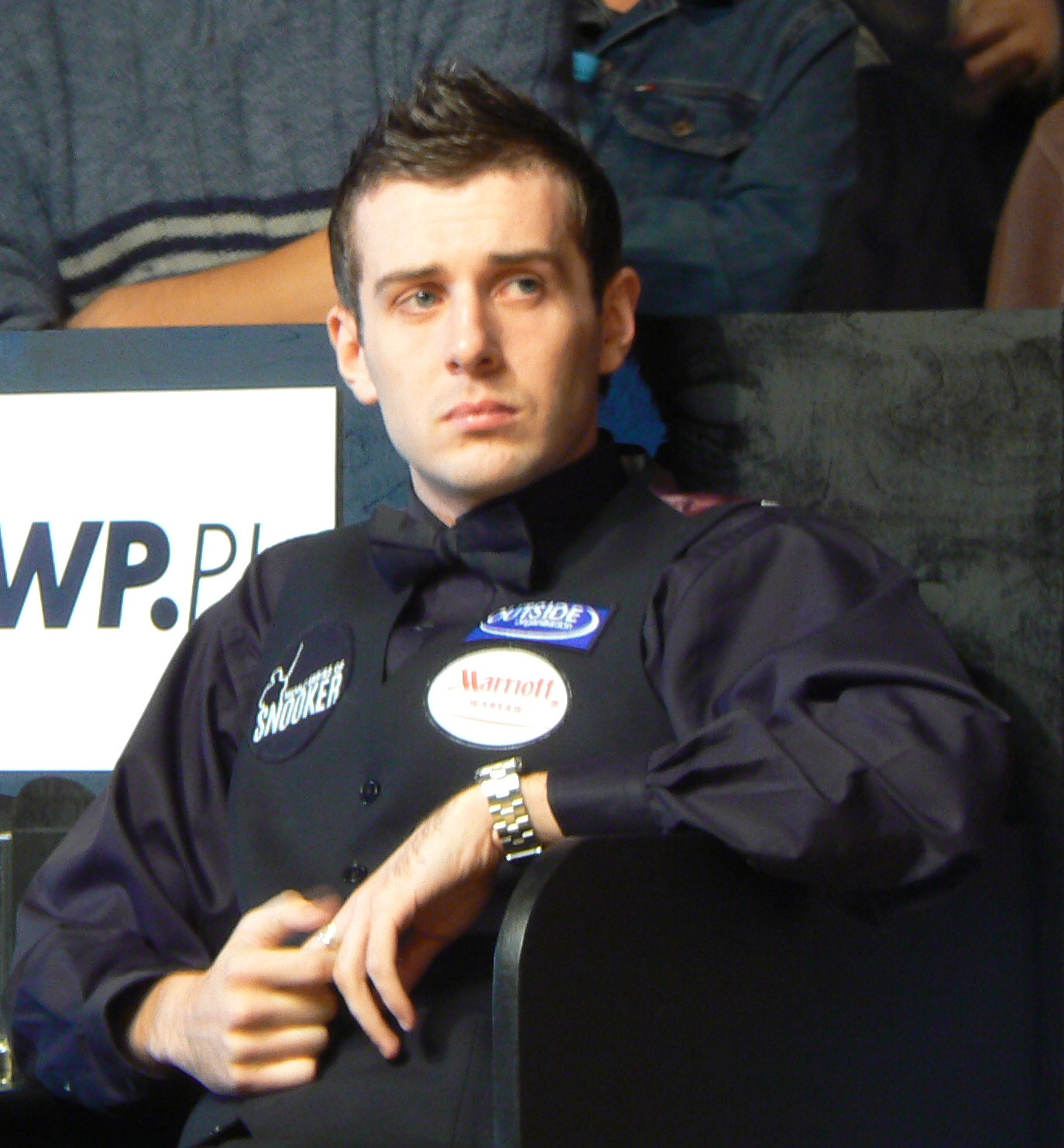
Zwycięzca Warsaw snooker Tour - Mark Selby

|  |                        |                   |             |                        |   |              |                        |          |  |  |       |       |       |
|  | Ćwierćfinał            | Ćwierćfinał       | Ćwierćfinał |                        |   | Półfinał     | Półfinał               | Półfinał |  |  | Finał | Finał | Finał |
|  | Ćwierćfinał            | Ćwierćfinał       | Ćwierćfinał |                        |   | Półfinał     | Półfinał               | Półfinał |  |  | Finał | Finał | Finał |
|  | Do 4 wygranych frameów |                   |             |                        |   |              |                        |          |  |  |       |       |       |
|  |                        |                   |             |                        |   |              |                        |          |  |  |       |       |       |
|  | John Higgins           | John Higgins      | 4           |                        |   |              |                        |          |  |  |       |       |       |
|  | John Higgins           | John Higgins      | 4           | Do 5 wygranych frameów |   |              |                        |          |  |  |       |       |       |
|  | Rafał Jewtuch          | Rafał Jewtuch     | 2           |                        |   |              |                        |          |  |  |       |       |       |
|  | Rafał Jewtuch          | Rafał Jewtuch     | 2           |                        |   | John Higgins | John Higgins           | 5        |  |  |       |       |       |
|  |                        |                   |             |                        |   | John Higgins | John Higgins           | 5        |  |  |       |       |       |
|  |                        |                   | Steve Davis | Steve Davis            | 3 |              |                        |          |  |  |       |       |       |
|  | Steve Davis            | Steve Davis       | Steve Davis | Steve Davis            | 3 | 4            |                        |          |  |  |       |       |       |
|  | Steve Davis            | Steve Davis       |             |                        |   | 4            | Do 5 wygranych frameów |          |  |  |       |       |       |
|  | Marcin Nitschke        | Marcin Nitschke   | 2           |                        |   |              |                        |          |  |  |       |       |       |
|  | Marcin Nitschke        | Marcin Nitschke   | 2           |                        |   | John Higgins | John Higgins           | 3        |  |  |       |       |       |
|  |                        |                   |             |                        |   |              |                        |          |  |  |       |       |       |
|  |                        |                   | Mark Selby  | Mark Selby             | 5 |              |                        |          |  |  |       |       |       |
|  | Graeme Dott            | Graeme Dott       | Mark Selby  | Mark Selby             | 5 | 4            |                        |          |  |  |       |       |       |
|  | Graeme Dott            | Graeme Dott       |             |                        |   |              |                        |          |  |  |       |       |       |
|  | Jarosław Kowalski      | Jarosław Kowalski | 2           |                        |   |              |                        |          |  |  |       |       |       |
|  | Jarosław Kowalski      | Jarosław Kowalski | 2           |                        |   | Graeme Dott  | Graeme Dott            | 1        |  |  |       |       |       |
|  |                        |                   |             |                        |   | Graeme Dott  | Graeme Dott            | 1        |  |  |       |       |       |
|  |                        |                   | Mark Selby  | Mark Selby             | 5 |              |                        |          |  |  |       |       |       |
|  | Krzysztof Wróbel       | Krzysztof Wróbel  | Mark Selby  | Mark Selby             | 5 | 0            |                        |          |  |  |       |       |       |
|  | Krzysztof Wróbel       | Krzysztof Wróbel  |             |                        |   |              |                        |          |  |  |       |       |       |
|  | Mark Selby             | Mark Selby        | 4           |                        |   |              |                        |          |  |  |       |       |       |
|  | Mark Selby             | Mark Selby        | 4           |                        |   |              |                        |          |  |  |       |       |       |

## Przebieg turnieju

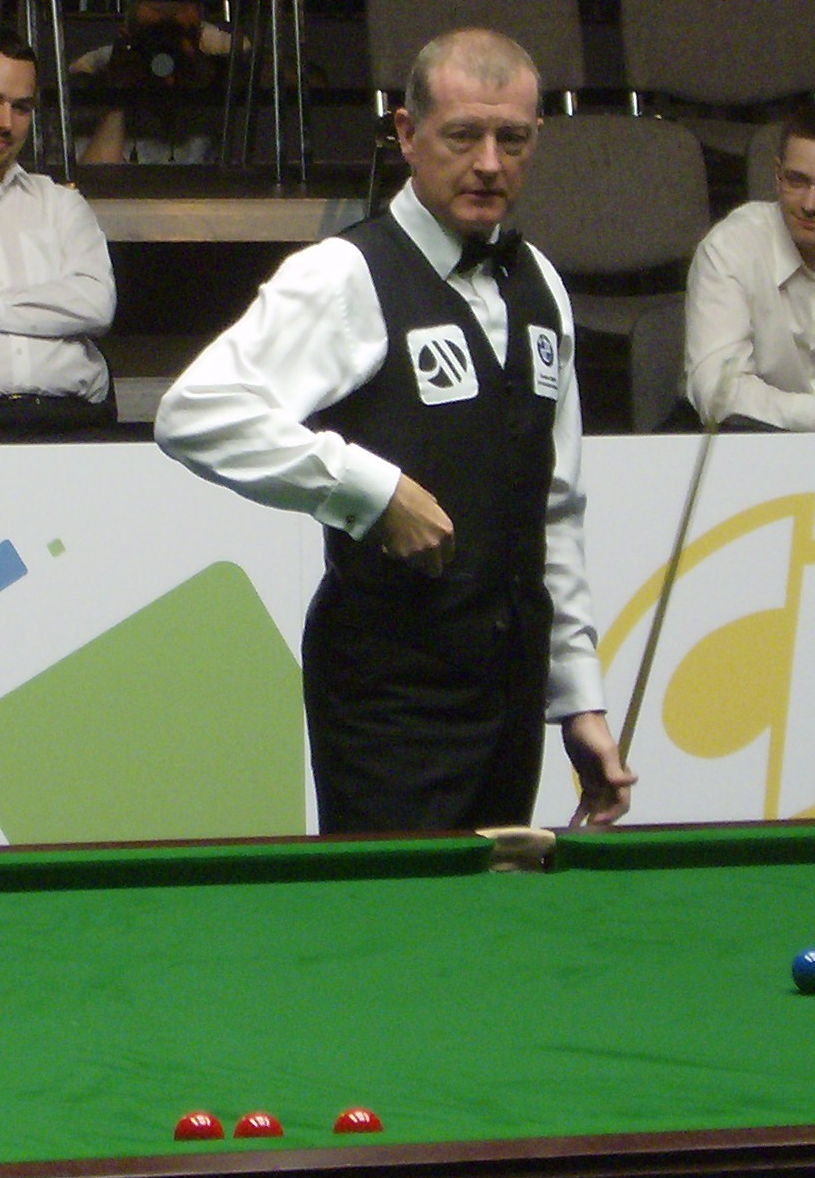
Steve Davis podczas warszawskiego turnieju - zdobywca najwyższego breaka - 120 punktów

Zawody rozegrano metodą play-off systemem pucharowym (4 ćwierćfinały, 2 półfinały i finał).
W pierwszej rundzie odpadli wszyscy Polacy. Trzem z nich (Rafał Jewtuch, Marcin Nitschke oraz Jarosław Kowalski) udało się wygrać po dwa frame'y (przegrywając 4:2). Czwarty Krzysztof Wróbel nie wygrał ani jednego frame'a w meczu z Markiem Selbym. Przyczynę swoich niepowodzeń argumentowali tremą przed własną publicznością i pierwszym w życiu graniem w "świetle reflektorów" i "na wizji". Najwyższy break jaki zanotowali Polacy wyniósł 101 punktów, a jego autorem był Marcin Nitschke. W meczu z Jewtuchem John Higgins wbił 109 punktów.
Pary finałowe utworzyli John Higgins i Steve Davis oraz Graeme Dott i Mark Selby. Graeme Dott źle rozpoczął swój mecz przegrywając pierwsze trzy frame'y (3:0). W czwartym popisał się 73 punktowym breakiem i wygrał rundę na 3:1. Kolejne dwa frame'y to znów popis wicemistrza świata z 2007 roku i ten półfinał zakończył się wynikiem 5:1 dla Selby'ego. Nieco wcześniej zakończył się mecz mistrza świata Higginsa z sześciokrotnym zdobywcą tego trofeum. Gra była cały czas bardzo wyrównana, a Steve Davis zdobył, jak się później okazało, najwyższy break całego turnieju - 120 punktów. Większe umiejętności taktyczne zaprezentował jednak Szkot i wygrał cały mecz 5:3.
Do finału przeszła ta sama para zawodników, jaka stoczyła w maju br. bój o mistrzostwo świata. Podczas trwania pierwszej sesji lepiej prezentował się Selby kończąc ją przy stanie 3:1. Drugą rozpoczął będąc już zbyt rozluźnionym, co spowodowało przegrane w kolejnych dwóch frame'ach (3:3).  24-latek pozbierał się jednak szybko i pewnie zwyciężył 5:3.
Najwięcej breaków +50 punktów zdobył John Higgins.

### Najwyższe breaki
- Steve Davis - 120, 74, 57, 50
- John Higgins - 109, 77, 76, 68, 65, 56, 50
- Marcin Nitschke - 101
- Mark Selby - 83, 73, 65, 64, 54
- Graeme Dott - 73, 72, 50
- Rafał Jewtuch - 59

### Konferencja prasowa
Na konferencji prasowej przed turniejem zawodnicy zaproszeni z main touru wyraźnie podkreślali ciekawość umiejętności polskich snookerzystów. Zwrócili także uwagę na pokrzepiający charakter przyjazdu do kraju, który "nagle pokochał snooker". Rozmowy miały luźny przebieg i dotyczyły m.in. emigrantów polskich na wyspach brytyjskich, znaczenia Polski w Europie i perspektyw jakie ona posiada. John Higgins chwalił postawę Artura Boruca w bramce Celticu Glasgow jednocześnie krytykując innego polskiego piłkarza w barwach tej drużyny - Macieja Żurawskiego. Zdanie to podzielił były mistrz świata z 2006 Graeme Dott, fan Rangers.

### Spotkanie z młodzieżą
W poniedziałek (18 czerwca) w Akademii Snookera na Służewcu, po zakończeniu turnieju, miało miejsce spotkanie Johna Higginsa i Graema Dotta z polską młodzieżą zaczynająca grać w snookera, a która nie ukończyła 18 roku życia. Celem spotkania było uzmysłowienie przyszłym zawodnikom wartości gry w snooker.
Tegoż samego dnia odbyło się ogólnodostępne spotkanie obu zawodników, na którym odpowiadali oni na zadawane pytania.